# Ralph Hutchinson
Ralph Hutchinson (Newcastle upon Tyne, 25 februari 1925 – Wauwatosa, 7 juli 2008) was een Britse jazztrombonist.

## Biografie
Hutchinson, wiens vader als fluitist werkzaam was in het BBC-orkest, leerde eerst piano, voordat hij in 1943 wisselde naar de trombone. Eerst speelde hij in het Verenigd Koninkrijk in de band van Tommy Sampson, die overwegend dansmuziek speelde, die via de BBC werd uitgezonden. Kleine groepen muzikanten van de band speelden echter ook bop. Hij ging in 1948 naar de Verenigde Staten en werkte in Chicago in een fabriek voor platenspelernaalden. Daarnaast speelde hij jazz in kleine clubs. Hij werkte eerst samen met Bill Russo en daarna met Herbie Fields. Hij werd vooral bekend als lid van de band van Muggsy Spanier, waartoe hij behoorde van 1951 tot 1956. Hij werkte daarna in de radio-orkesten van NBC, CBS en ABC. In 1959 kreeg hij een aanbieding om te spelen bij Louis Armstrong, hetgeen hij echter wegens familiaire redenen weigerde. Op het gebied van de jazz was hij tussen 1951 en 1955 betrokken bij 15 opnamesessies. Begin jaren 1960 was hij vier jaar in de band van de Jackie Gleason Show. Later werkte hij als muzikant en professioneel golfspeler in Florida.

## Overlijden
Ralph Hutchinson overleed in juli 2008 op 83-jarige leeftijd.
- Gemeinsame Normdatei: 1205068104
- International Standard Name Identifier: 0000 0000 5345 3389
- Library of Congress Control Number: no2006033412
- MusicBrainz: aa4f5fdc-e390-4a84-91d7-3cbc5d212e7f
- Virtual International Authority File: 2216993
- WorldCat: E39PBJg4m6TQBccgmY4fvh4yVC